# Open Systems Interconnection
Open Systems Interconnection eller OSI är ett standardiseringsprojekt för datorkommunikation som påbörjades inom Internationella teleunionen (ITU) 1977. Rekommendationerna blev ISO-standarder 1984.
Det mest kända resultatet av OSI-arbetet är OSI-modellen ISO/IEC 7498.